# Baldet (cràter marcià)
|  | Aquest article tracta sobre un cràter de Mart. Si cerqueu un cràter de la Lluna, vegeu «Baldet (cràter)». |

Baldet és un cràter d'impacte del planeta Mart situat al sud del cràter Renaudot, a l'oest de Peridier, al nord-oest de Du Martheray i a l'est de Antoniadi, situat amb el sistema de coordenades planetocèntriques a 24.29 ° latitud N i 67.14 ° longitud E. L'impacte va causar un clot de 181.31 quilòmetres de diàmetre. El nom va ser aprovat en 1973 per la Unió Astronòmica Internacional, en honor de l'astrònom francès Fernand Baldet (1885-1964).